# ミシェル・ソニー
ミシェル・ソニー（フランス語: Michel Sogny、1947年11月21日 - ）は、ハンガリー系のフランス人ピアニスト、作曲家、音楽教育者、作家。フランスのポー生まれ。ピアノ教育の新しいアプローチを開発したことで知られる。

## 経歴
ミシェル・ソニーは、ジュール・ジャンティルとイヴォンヌ・デポルトの指導の下、パリのエコールノルマル音楽院で音楽、とりわけ作曲法を学んだ。 つづいて、心理学の修士、文学の学士を取得したのち、1974年にはソルボンヌ大学に学位論文を提出し哲学の博士を取得した。 
1970年代に音楽の世界に入り、すぐに革新的な音楽教授法の創設者としてその地位を確立した。フランツ・リストフランス協会の共同創設者となった、同協会は ヴァレリー・ジスカール・デスタン大統領を総裁とし、リストの曾孫であるブランディン・オリヴィエ・ド・プレヴォも創設者に名を連ねた。 
1974年、彼はパリに音楽学校を設立し, 新しいピアノ教授法を用いて学生に指導した。
1990年代には自らの教授法をさらに推し進め、若い音楽家と協力した。
2000年3月、「SOS Talents Foundation」を設立した。 この財団は東ヨーロッパの経済的に恵まれない若いピアニストを支援している。財団主催のコンクールで受賞した者は財団内で彼の教授法を習得し、その成果をコンサートで披露している。

## ソニーのピアノ教授法
ソニーのピアノ教授法はパリとジュネーブの彼の学校で教えられた。 1974年以来、この教授法で20,000人以上が学んでいる。
ソニーの教え子の中では、ミシェル・パリはいくつかの失敗を経て26歳でピアノの勉強を始め、4年間の勉強の結果、コンサートで演奏するに至った。
1981年にはフランス全土にソニーの学校を拡大することを求める質問が上院本会議で出された。

## 公刊業績
- L'admiration créatrice chez Liszt, ed. Buchet-Chastel (1975)
- Le solfège sans soupir, ed. Sirella (1984)
- Abrégé de solfège, ed. Sirella
- La méthode en question(s), ed. Sirella
- La méthode en action, ed. Sirella
- Initiation à l'art de la composition musicale, ed. Sirella
- Le pédagogue virtuose – livre de l'enseignant, ed. Sirella
- La Musique en Questions, entretiens avec Monique Philonenko Ed. Michel de Maule (2009)
- "L'adulte prodige – Le rêve au bout des doigts" Editions France-Empire (2013)
- De Victor Hugo à Dostoïevski – Entretiens philosophiques avec Alexis Philonenko, éditions France-Empire (2013)[12]